# Santa Eulalia (kommun i Spanien, Aragonien, Provincia de Teruel, lat 40,56, long -1,29)
Santa Eulalia är en kommun i Spanien.   Den ligger i provinsen Provincia de Teruel och regionen Aragonien, i den östra delen av landet, 200 km öster om huvudstaden Madrid. Antalet invånare är 1 122.